# 米家崖站
米家崖站位于中华人民共和国陕西省西安市灞桥区与未央区交界广运潭大道与矿山路交叉口北侧，是西安地铁8号线的地铁车站。

## 车站结构
本站为地下二层岛式站台车站。
| 地面              | 出入口 | A-D出入口                                                                                             |
| 地下一层          | 站厅   | 智能客服中心、自动售票机、长安通自助机                                                                |
| 地下二层          | 站台   | \| \| \| █ 8号线外环（广泰门） \| \| 島式 · 開左邊车门 \| \| \| \| \| \| █ 8号线内环（幸福林带北） \| |
|                   |        | █ 8号线外环（广泰门）                                                                                 |
| 島式 · 開左邊车门 |        | |
|                   |        | █ 8号线内环（幸福林带北）                                                                             |

## 公共艺术
本站是8号线29座标准站之一，所处的南段以“春之绿”为装潢主题色。

## 出入口
本站设有6个出入口。
|            |                                          |      |
| 编号       | 指示                                     | 图片 |
| A          | 广运潭大道（西）、玄武东路               |      |
| B1         | 矿山路（北）、广运潭大道（西）           |      |
| B2         | 广运潭大道（西）、矿山路（南）、米秦北路 |      |
| C1         | 广运潭大道（东）、矿山路（南）、米秦北路 |      |
| C2         | 矿山路（北）、广运潭大道（东）、康泰路   |      |
| D          | 广运潭大道（东）、玄武东路               |      |
| 无障碍电梯 |                                          |      |

## 历史
本站在建设时称作苏王村站，第一次站名公示为苏王北站，第二次公示修改为矿山路站，正式站名则定为米家崖站，以米家崖村和米家崖遗址得名。
- 2024年12月26日，车站随8号线通车启用[6]。